# Sula Benet
Sula Benet, właściwie Sara Benetowa (ur. 1903 w Warszawie, zm. 12 listopada 1982 w Nowym Jorku) – polska antropolożka, która w 1936 roku wyemigrowała do Stanów Zjednoczonych. Badała zwyczaje i tradycje Słowian oraz Żydów.

## Życiorys
Urodzona w Warszawie, już od wczesnej młodości Sara była zafascynowana polską kulturą ludową. W 1935 ukończyła studia na Wydziale Humanistycznym Uniwersytetu Warszawskiego, uzyskując tytuł magistra etnografii i archeologii. Na Uniwersytecie poznała swojego przyszłego męża, studenta prawa Samuela Beneta. Z pomocą swojego mentora, profesora Stanisława Poniatowskiego, zdobyła grant na dalsze kształcenie. W 1936, po przedwczesnej śmierci męża, wyjechała do Stanów Zjednoczonych. Tam kształciła się na Columbia University, gdzie uzyskała doktorat w 1944, a następnie objęła posadę wykładowcy. Benet nauczała również w Fairleigh Dickinson University oraz Pratt Institute. W 1973, już jako profesor emeritus, przeszła na emeryturę.
W trakcie II wojny światowej była konsultantem Departamentu Stanu ws. Europy Wschodniej.
W 1970 na zaproszenie Akademii Nauk ZSRR udała się do Abchazji, by prowadzić badania dotyczące tamtejszej ludności. W swojej pracy zwracała uwagę przede wszystkim na wpływ postępującej od pięćdziesięciu lat kolektywizacji na styl życia obywateli.
Opublikowała wiele monografii i prac badawczych z zakresu antropologii, antropologii kulturowej i etnografii. W 1981 rozpoczęła prace nad publikacją The Peoples of the Soviet Union. Prace przerwała śmierć Benet w listopadzie 1982.

### Badania na temat konopi
Już w 1936 w Warszawie Benetowa opublikowała pracę Konopie w wierzeniach i zwyczajach ludowych. Stawiała w niej tezę, iż występująca w Starym Testamencie trzcina wonna kaneh-bosm to w rzeczywistości konopie. W roku 1967, uzupełnioną i poprawioną pracę wydała w wersji angielskiej pod tytułem Early Diffusion and Folk Uses of Hemp. Publikacja zyskała duży rozgłos i została przedrukowana kolejno w książce Cannabis and Culture Very Rubin oraz w Encyclopaedia Judaica.

## Prace
- Konopie w wierzeniach i zwyczajach ludowych (1936)
- Festive recipes and festival menus (1957)
- Song, Dance, and Customs of Peasant Poland
- Riddles of many lands (współautor: Carl Withers, 1956)
- Early Diffusion and Folk Uses of Hemp (1967)
- Abkhasians: the long-living people of the Caucasus (1974)
- How to live to be 100: the life-style of the people of the Caucasus (1976)